# Имена людей
«Имена людей» (фр. Le Nom des gens) — французская комедия режиссёра Мишеля Лёклера. Участвовал в специальном показе «Недели критики» на 63-м Каннском кинофестивале в мае 2010 года, во французский прокат был выпущен 24 ноября 2010 года.

## Сюжет
Баия Бенмахмуд — экспрессивная молодая особа с активной гражданской позицией и именем, данным в честь штата Бразилии. Следуя лозунгам хиппи, она занимается любовью, а не войной. Таким образом, она спит с теми, кто придерживается правых взглядов, чтобы обратить их на свою сторону. Но однажды она встречает свою противоположность — 40-летнего биолога Артюра Мартена. Баия определяет его в потенциальные фашисты, сочтя параноидальными его выступления про принцип предосторожности и птичий грипп. Кроме того, у него типичное распространённое французское имя, которое, к тому же, является одним из брендов Electrolux. В ходе фильма выясняется, что имена, как и внешность, часто бывают обманчивы.

## В ролях
- Сара Форестье — Баия Бенмахмуд
- Жак Гамблен — Артюр Мартен
- Зинедин Суалем — Мохамед Бенмахмуд, отец Баии
- Жак Буде — Люсьен Мартен, отец Артюра
- Сароль Франк — Сесиль Бенмахмуд, мать Баии
- Мишель Моретти — Аннетт Мартен, мать Артюра
- Жюлья Вэди-Богар — Аннетт в 30 лет
- Адриан Стокле — Артюр в подростковом возрасте
- Лора Женовино — Баия в 10 лет
- Камий Жиго — Артюр в возрасте ребёнка
- Закария Гурам — Ассан Ассини, мусульманский общественник
- Набил Массад — Нассим
- Сирилл Андрио-Лакю — дедушка Артюра по материнской линии, таксист
- Кристина Пальма де Фигейредо — бабушка Артюра по материнской линии
- Розе Мари — Аннетт в 7 лет
- Лионель Жоспен — камео

## Награды
Фильм удостоился наград на нескольких французских и международных кинофестивалях:
- 2008: GPMS (Гран-при за лучший сценарий) — Баия Кашми и Мишель Лёклер
- 2010: Приз зрительских симпатий на Кабурском кинофестивале
- 2010: Приз зрительских симпатий в Ангулеме
- 2011: «Сезар» за лучший оригинальный сценарий
- 2011: «Сезар» за главную женскую роль — Сара Форестье